# Hydrangea involucrata
Hydrangea involucrata es una especie de arbusto perteneciente a la familia Hydrangeaceae. Es originaria de Japón y Taiwán.

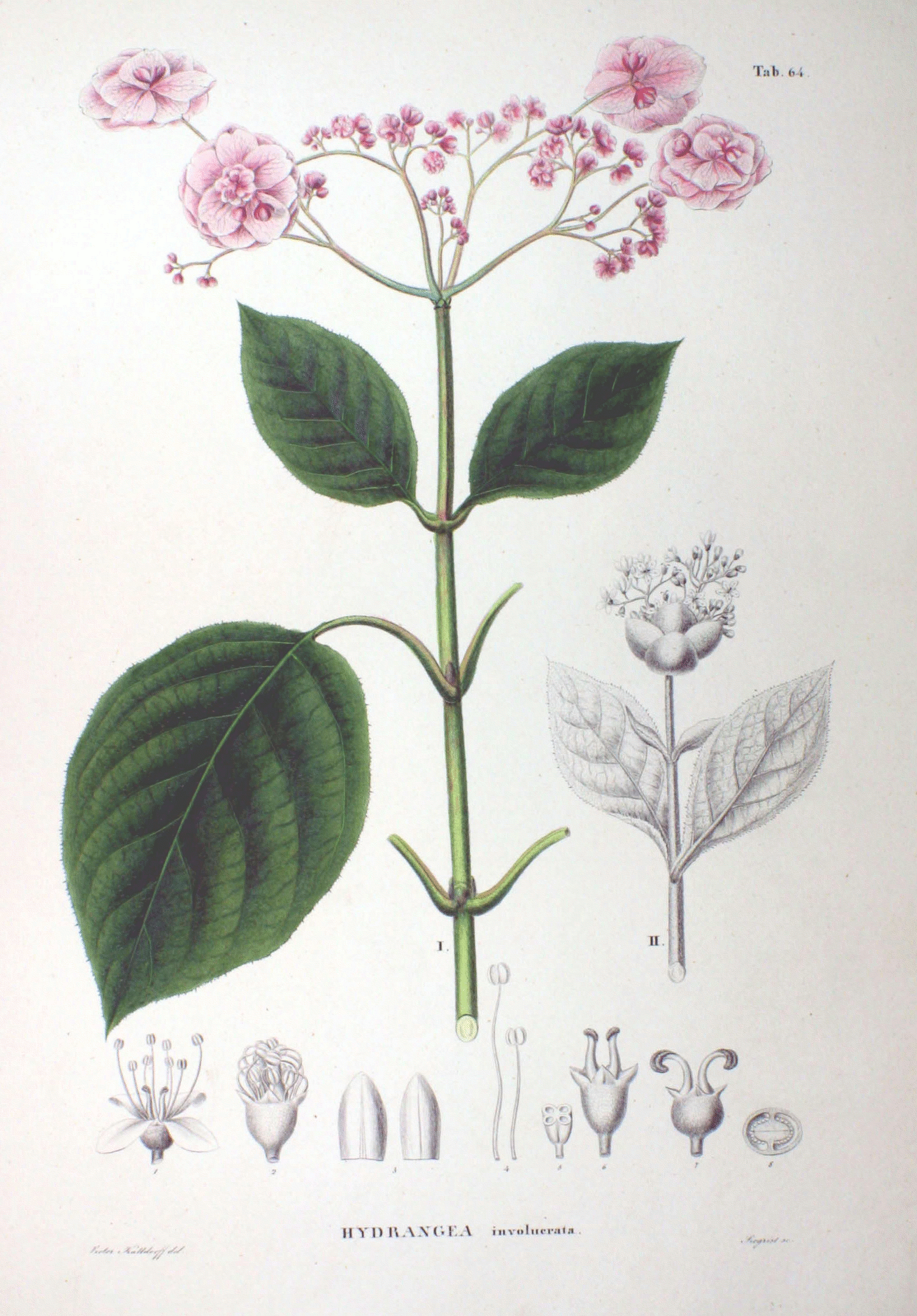
Ilustración

## Descripción
Es un pequeño arbusto de hoja caducifolia, con las hojas ovaladas, de color verde oscuro. La inflorescencia se produce a finales del verano llevando flores dobles, de color blanco crema con un tinte rosado.

## Taxonomía
Hydrangea involucrata fue descrita formalmente por Philipp Franz von Siebold  y publicado en Novorum Actorum Academia Caesareae Leopoldinae-Carolinae Germanicae Naturae Curiosorum 14(2): 691, en el año 1829.
Etimología
Hydrangea: nombre genérico que deriva de las palabras griegas:  (ὕδωρ hydra) que significa "agua" y  ἄγγος (gea) que significa "florero"  o "vasos de agua" en referencia a la característica forma de sus cápsulas en forma de copa.
involucrata: epíteto latíno que significa "con involucro"
Sinonimia
- Hydrangea longifolia Hayata[2]